# Protesilaus
Protesilaus is een geslacht van vlinders uit de familie van de pages, onderfamilie Papilioninae. De soorten uit dit geslacht komen uitsluitend voor in het Neotropisch gebied. De typesoort van het geslacht is Papilio protesilaus Linnaeus, 1758.

## Soorten
- Protesilaus aguiari (D'Almeida, 1937)
- Protesilaus earis (Rothschild & Jordan, 1906)
- Protesilaus glaucolaus (Bates, 1864)
- Protesilaus helios (Rothschild & Jordan, 1906)
- Protesilaus leucosilaus (Zikán, 1937)
- Protesilaus macrosilaus (Gray, 1853)
- Protesilaus molops (Rothschild & Jordan, 1906)
- Protesilaus orthosilaus (Weymer, 1899)
- Protesilaus protesilaus (Linnaeus, 1758)
- Protesilaus embrikstrandi (D'Almeida, 1936)
- Protesilaus travassosi (D'Almeida, 1938)
- Protesilaus stenodesmus (Rothschild & Jordan, 1906)
- Protesilaus telesilaus (Felder & Felder, 1864)